# Richard Foster
Richard Foster är en amerikansk författare och teolog, med bakgrund i kväkarrörelsen, han är grundare av Renovaré, en rörelse för andlig förnyelse.